# Gustav Rassy
Gustav Christian Rassy (* 19. August 1896 in Kiel; † unbekannt) war ein deutscher Journalist und Schriftsteller.

## Leben
Gustav Christian Rassy wurde am 19. August 1896 in Kiel geboren. Er war Chefredakteur der Berliner Zeitschrift Der Bühnenvolksbund – Reichsblätter des BVB.
Rassy wurde 1936 für sein Buch über Walter von Molo von NS-Literaturkritiker Hellmuth Langenbucher in den Nationalsozialistischen Monatsheften scharf angegangen, welcher von Molo mit süffisantem Unterton zu den „etwas umstrittenen Vertretern des Schrifttums der älteren Generation“ zählte, der sich aber über „keinerlei Behinderung zu beklagen“ hätte.
Als das „Gautheater Saarpfalz“ – heute das Saarländische Staatstheater – im Jahre 1938 eröffnet wurde und teilweise als „Bollwerk“ bezeichnet wurde, gehörte Rassy ebenso wie Carl Niessen zu den versöhnlicheren Stimmen und erinnerte an Episoden mit französischen Gefangenen im Ersten Weltkrieg, die zu einem wahrhaften Kulturaustausch geführt hätten.
Rassys Novelle „Kantor und König“ über Johann Sebastian Bach und Friedrich den Großen wurde in der Musik-Zeitschrift „Die Musik“ positiv besprochen und erschien in über hunderttausend Exemplaren. Während des Zweiten Weltkrieges gehörte das Buch zu den Werken, die in großer Zahl für die Wehrmacht produziert wurden.

## Publikationen
- Fräulein Gretchen und ihr Husar, 1930
- Aus der Geschichte der Stadt Wernigerode, Verlag F.W.Willmann, Magdeburg 1932
- Walter von Molo, ein Dichter des deutschen Menschen, 1936
- Erzähler der Jugend, drei Kurznovellen, Koautor, 1938
- Kantor und König, eine Bach-Novelle, 1938

Artikel
- Der Erbe seines großen Ahnen. Zum 60. Geburtstag des Dichters Hermann Claudius. In: Rostocker Anzeiger. 24. Oktober 1938.

Als Herausgeber: 

- Der Brocken – Heimatliche Monatsblätter der Harzer Landschaft, 1931, unter Mitarbeit von u. a. Wilhelm Hochgreve und Hermann Lorenz